# سعید آشتیان
سعید آشتیان (زاده اسفند ۱۳۵۱ در قم) کاراته‌کای اهل ایران، وی در باشگاه استقلال قم کاراته را فراگرفت تحصیلات فوق لیسانس فیزیولوژی ورزش(۱۳۸۵ دانشگاه تهران) قهرمان کاراته آسیا (تایوان ۱۹۹۳- فیلیپین ۱۹۹۵) و برنز ۲۰۰۰ قهرمانی جهان در مونیخ آلمان است. وی همچنین دارندهٔ مدال نقره بازی‌های آسیایی ژاپن در سال ۱۹۹۴، مدال نقره کاپ آزاد جوجیتسو یونان ۲۰۰۶، مدالهای طلای قهرمانی جهان (سبک شیتوریو) ۲۰۰۳ مسکو، ۲۰۰۶ یونان و مدالهای متعدد از تورنمنت‌های بین‌المللی در ۵ قاره جهان است.
سعید آشتیان به همراه مجید عبدالحسینی، مهدی جعفری، مهدی عموزاده و علیرضا کتیرایی از ورزشکاران پر مدال دهه ۷۰ و اواسط دهه ۸۰ ورزش ایران به‌شمار می‌آید.